# Когасунуг
Когасунуг — река в России, протекает по Таштагольскому району Кемеровской области.
Устье реки находится в 17 км от устья реки Кызас по левому берегу. Длина реки составляет 13 км. В 1 км от устья, по правому берегу реки впадает река Чебалсу.

## Данные водного реестра
По данным государственного водного реестра России относится к Верхнеобскому бассейновому округу, водохозяйственный участок реки — Томь от истока до города Новокузнецк, без реки Кондома, речной подбассейн реки — Томь. Речной бассейн реки — (Верхняя) Обь до впадения Иртыша.